# 新津記念館
新津記念館（にいつきねんかん）は、新潟県新潟市中央区にある文化施設。建物は国の登録有形文化財である。

## 概要
建設主は、現在の出光興産の前身の一つにあたる「新津石油」創業者の新津恒吉である。
新津恒吉は新潟県三島郡出雲崎町尼瀬の出身で、若き日から石油精製を通じて新潟の産業振興に全生涯を賭け、大成功して莫大な財を成した。晩年は私財を投じ、新潟市に外国要人を迎えるための迎賓館を建設した。この現在の新津記念館にあたる迎賓館は1935年（昭和10年）から3年を費やして建設され、1938年（昭和13年）に竣工した。
また新津は、同年竣工した新潟市公会堂（1995年用途廃止され解体、現在の新潟市民芸術文化会館立地）の建設に際しても、市に対し50万円を寄附している。しかし新津は迎賓館と公会堂の竣工翌年の1939年（昭和14年）に他界し、また間もなく日本が太平洋戦争の戦時下に置かれるなどしたため、迎賓館として使われることはなかった。
第二次世界大戦終結後、迎賓館はGHQに接収され、最初は将校の、後には下士官の住居として使用されたが、この間に荒廃した。その後10年間に及ぶ接収が解除され、新津家へ返還。新津家は戦後、新潟県内で石油販売を中心とした業務を展開する「丸新石油（現在の丸新の前身）」を創業し、迎賓館を再び住居の一部として使用したが、改修はままならなかった。
丸新グループでは新津恒吉の生誕120年に際し、1991年（平成3年）3月20日に「財団法人新津記念館」を設立して迎賓館の大規模改修・復原に着手し、1992年（平成4年）8月に新津記念館として、新津家が所蔵する美術品とともに有料の一般公開を開始。1998年（平成10年）4月21日付で新潟県内で初めて国の登録有形文化財に登録された。